# Rafael del Riego
Rafael del Riego y Flórez, španski general, politik in revolucionar, * 9. april 1785, Tineo, Španija; † 7. november 1823, Madrid, Španija.

## Življenje
Rafael del Riego se je rodil 9. aprila 1784 (po drugih virih 24. novembra 1785), v Tineou v Asturiji. Po diplomi na univerzi v Oviedu leta 1807, se je preselil v Madrid, kjer se je pridružil vojski. Leta 1808, v času španske vojne za neodvisnost so ga ujeli Francozi in  ga  zaprli v El Escorial, od koder se je pobegnil. Spet se je pridružil vojski in se 10. novembra boril v bitki pri Espinosa de los Monteros, v kateri pa je bil še enkrat ujet. Tri dni kasneje so ga  poslali v Francijo, kjer se je srečal z revolucionarnimi idejami. Leta 1814 je Riego uspelo pobegniti preko švicarske meje v Nemčijo, od koder je odšel v Plymouth. Od tam se je februarja 1815 vrnil v Španijo, kjer je bil odlikovan z zlato medaljo za pogum.
V Španijo se je s činom podpolkovnika ponovno pridružil vojski. Maja 1814 je španski kralj Ferdinand VII ukinil špansko liberalno ustavo, ki je bila sprejeta leta 1812, ter ponovno uvedel svojo absolutno oblast, ki je trajala naslednjih 6 let. V tem času se je Riego pridružil prostozidarjem in sodeloval z liberalci v več zarotah proti kralju, ki niso uspele.
Leta 1819 je kralj oblikoval 10 bataljonov, ki jih je nameraval poslati v španske kolonije v Ameriki, kjer so potekale vojne za neodvisnost od Španije. Riego je dobil poveljstvo nad asturskim bataljonom. Po prihodu v Cadiz se je Riego skupaj z drugimi liberalno usmerjenimi oficirji 1. januarja 1820 uprl in zahteval konec absolutizma in vrnitev španske ustave iz leta 1812. Riegove čete so korakale skozi mesta Andaluzije z upanjem, da bodo spodbudili začetek upora proti absolutizmu, vendar je bilo lokalno prebivalstvo večinoma ravnodušno. Kljub temu pa je upor izbruhnil v Galiciji in se hitro razširil po vsej Španiji. Tako je general Francisco Ballesteros s svojimi četami 7. marca 1820 obkolil kraljevo palačo in 10. marca se je kralj Ferdinand strinjal, da bo obnovil ustavo iz leta 1812.
Na novo ustanovljena vlada je Riega povišala v feldmaršala in ga imenovala za generalnega kapitana Galicije. 8. januarja 1821 je prevzel poveljstvo nad Aragonijo in se preselil v Zaragozo. 18. junija istega leta se je poročil s svojo sestrično Mario Tereso Bustillos. Zaradi neuspešnega republikanskega upora 4. september 1821, je bil obtožen republikanizma in neupravičeno zaprt. Zaradi njegove popularnosti, so v Madridu izbruhnile demonstracije na katerih, so zahtevali njegovo izpustitev. Marca 1822 je bil izvoljen v parlament in izpuščen iz zapora.
Vendar se kralj Ferdinand ni sprijaznil z odpravo njegove  absolutne moči  in je skrivaj prosil evropske sile, naj mu pomagajo obnoviti absolutizem v Španiji.
Tako so na kongresu v Veroni decembra  1822 evropske sile odločile, da je španski politični model grožnja evropski stabilnosti, ter določile Francijo, da posreduje v Španiji in obnovi absolutizem. Tako je francoska vojska, ki je štela 70 000 mož, 7. aprila napadla Španijo. Španska  vojska je bila demoralizirana in neopremljena, ter kot taka nepripravljena za boj. Riego je prevzel poveljstvo nad 3. armado in se upiral napadalcem, kot tudi domačim skupinam, ki so bile za absolutizem.
Riego je bil 14. septembra v bitki ranjen in je poskušal pobegniti v Gibraltar. Toda že bil je naslednji izdan in ujet. Zaprli so ga na posestvo, blizu vasi  Arquillos pri Jaénu. Po padcu Cadiza konec septembra 1823 je Ferdinand VII. znova razveljavil ustavo in začel preganjati svoje politične nasprotnike.
Riega so kmalu premestili v Madrid, kjer so mu sodili. Kljub prošnjam kralju, naj ga pomilosti, je bil spoznan za krivega, ker je kot član parlamenta glasoval za zmanjšanje kraljeve moči. Obsojen je bil na smrt z obešanjem. Obešen je bil 7. novembra 1823 na trgu La Cebada v Madridu.
V njegovo čast je bila leta 1822, napisana pesem El Himno de Riego, ki je kasneje postala himna druge španske republike.